# 錫爾弗克里克鎮區 (密歇根州)
錫爾弗克里克鎮區（英語：Silver Creek Township）是位於美國密歇根州卡斯縣的一個行政鎮區。

## 地方資料
錫爾弗克里克鎮區的面積為88.60平方千米，當中陸地面積為82.80平方千米，而水域面積為5.80平方千米。根據2020年美國人口普查的數據，當地共有人口3051人，而人口密度為每平方千米34.44人。